# 普瓦捷宮

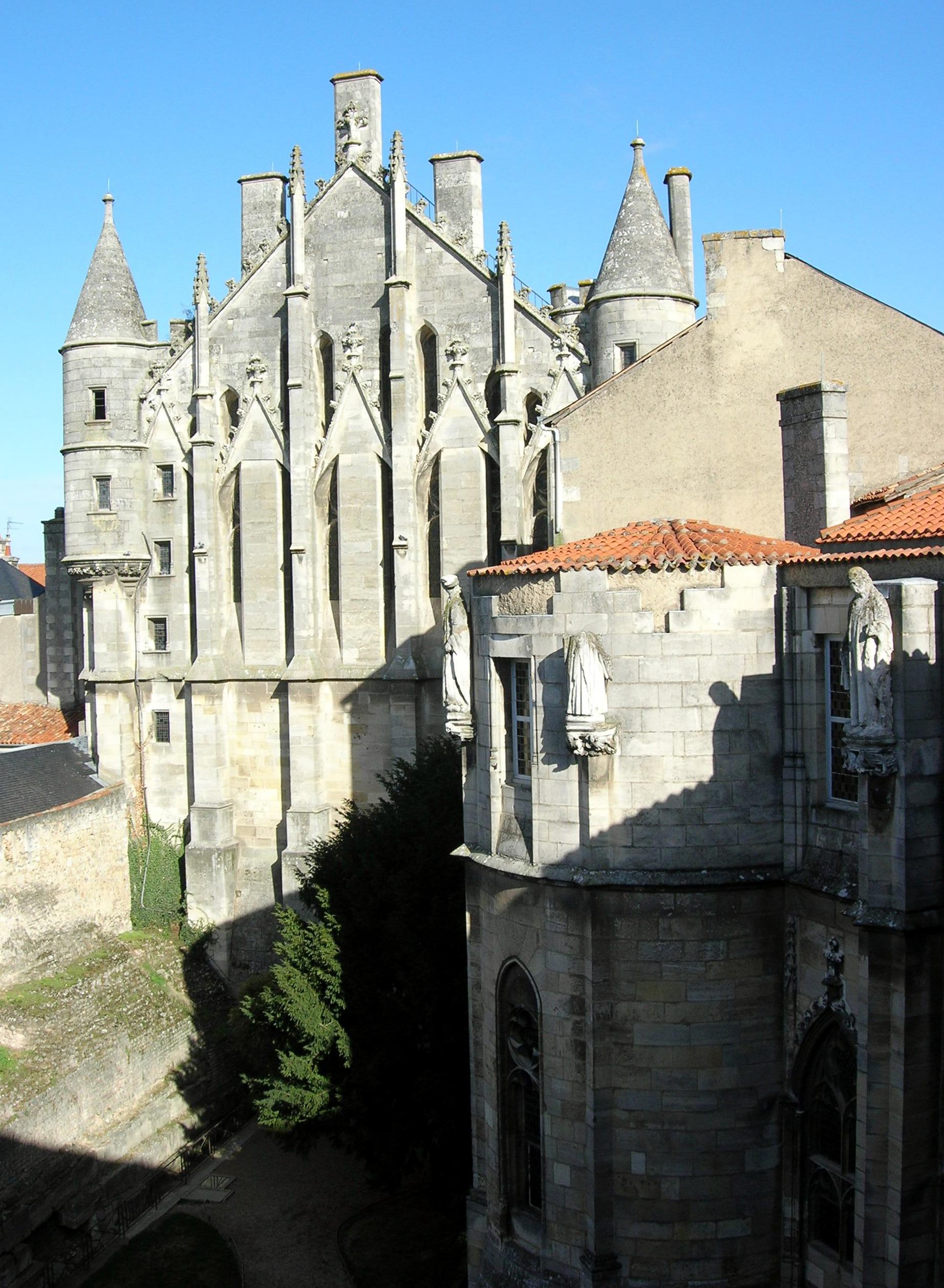
普瓦捷宮

普瓦捷宮（法語：le Palais de justice de Poitiers) 是位於法國城市普瓦捷的一座建築。在10至12世紀時，普瓦捷宮是阿基坦公爵的居住地。普瓦捷宮是一座哥特式建築，現在是普瓦捷著名的觀光景點。